# Dražen Ferenčina
Dražen Ferenčina (Zagreb, 10. veljače 1967.) je hrvatski kazališni redatelj.
Studirao je komparativnu književnost i filozofiju na Filozofskom fakultetu, a diplomirao kazališnu režiju na Akademiji dramske umjetnosti u Zagrebu. Režirao je stotinjak predstava u Hrvatskoj, Sloveniji i Bosni i Hercegovini.
Za svoje predstave dobio je niz nagrada, među kojima Rektorovu nagradu za režiju predstave Romanca o tri ljubavi Antuna Šoljana, Lapsus teatra (1995.) i Nagradu hrvatskog glumišta za najbolju režiju i najbolju predstavu Brak iz računa Anton Čehova, Kazališta Kerempuh (2007). 
Često režira u kazalištima za djecu i mlade. Za režiju predstave E, moj Pinokio Kazališta Virovitica dobio je 2002. godine nagradu na Naj, naj, naj festivalu.
Bio je umjetnički ravnatelj Gradskog kazališta Zorin dom u Karlovcu, te umjetnički savjetnik i redatelj Kazališta Virovitica.

## Filmografija

### Redatelj
- "Bijelo" (2001.)

### Glumac
- "Rusko meso" kao policijski fotograf (1997.)